# Aeroporto Carlos Veras de Bacabal
O Aeroporto Regional Carlos Veras de Bacabal (ICAO: SNBI) é um aeroporto brasileiro, localizado no maior município de Bacabal, no estado do Maranhão.
Suas coordenadas são as seguinte: Latitude: -4º 13' 45" S / Longitude: -44º 52' 54" W. Possui uma pista de 1600 x 30 metros, pavimentada e sinalizada.

## História
Construído em 1990 pelo então governador João Alberto (MDB), que imaginava, com esta obra, incluir a cidade na rota do transporte aéreo comercial. Antes, Bacabal contava apenas com uma pista de pouso localizada onde hoje é o bairro antigo campo de pouso e cururupu, próximo ao centro da cidade.